# 배탁료빙상
《배탁료빙상》 (중국어: 拜託了冰箱) 은 중국의 요리 버라이어티 쇼이다. 대한민국의 텔레비전 프로그램 《냉장고를 부탁해》의 리메이크 버전이다.